# 대륙의 경계
지구 상의 여러 대륙을 나누는 경계는 지리적 관습의 문제로, 여러 기준이 존재한다. 엄밀한 정의에 따르면 섬은 대륙의 일부가 아니지만, 실제로는 섬 역시 대륙별로 나눈다.
육상의 경계는 대개 다음과 같이 정의한다.
- 아시아와 아프리카의 경계(아프로·유라시아 대륙을 아프리카와 유라시아로 나누는 경계): 수에즈 지협
- 아시아와 유럽의 경계(유라시아를 나누는 경계): 보스포루스 해협, 캅카스산맥, 우랄산맥 등.
- 남아메리카와 북아메리카의 경계(아메리카를 나누는 경계): 파나마 지협

현재는 우연히도 아시아와 아프리카 사이, 그리고 남·북아메리카 사이의 지협을 따라 배가 다닐 수 있는 수에즈 운하와 파나마 운하가 건설되어 있으나, 이런 인공적인 구조를 대륙 구분의 경계로 삼지는 않는다.
대륙 주위의 섬과 군도를 포함해서는 다음과 같은 경계를 정할 수 있다.
- 동남아시아와 오스트랄라시아의 경계
- 지중해에서 아프리카와 유럽, 아시아의 경계
- 북극해에서 아시아와 유럽의 경계
- 대서양에서 북아메리카와 유럽의 경계
- 카리브해에서 남아메리카와 북아메리카의 경계
- 북태평양에서 아시아와 북아메리카의 경계

## 유럽과 아시아의 경계

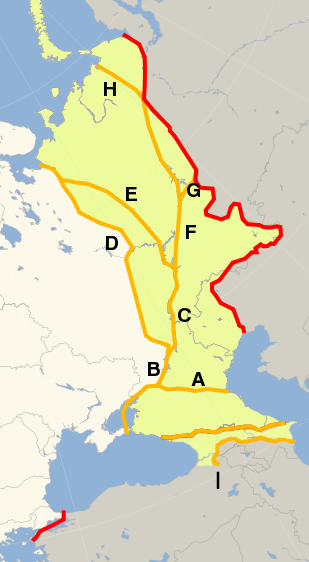
18세기와 19세기에 사용되었던 유럽과 아시아의 경계. 붉은 선은 1850년경 이후 사용된 현대의 경계이다.
유럽
아시아
역사적으로 유럽 또는 아시아로 분류되던 지역

### 역사
구세계를 유럽과 아시아, 아프리카로 나누는 것은 고대 그리스 지리학자인 아낙시만드로스나 헤카타이오스 등이 기원전 6세기부터 사용한 방식이다. 아낙시만드로스는 캅카스 지역의 파시스강(현재의 리오니강)을 아시아와 유럽의 경계로 삼았으며, 기원전 5세기의 헤로도투스도 이 관례를 따랐다. 헬레니즘 시대를 지나면서 지리적인 지식이 늘면서 새로게 타나이스 강(현재의 돈강)으로 경계를 삼기도 했다. 로마 시대의 작가인 포세이도니오스나 스트라본, 프톨레마이오스 등도 이 방식을 사용했다.
중세에서 18세기까지 전통적으로는 프톨레마이오스를 따라 에게해, 다르다넬스 해협, 마르마라해, 보스포루스 해협, 흑해, 케르치 해협, 아조프해, 돈강(옛 타나이스강)을 따라 유라시아를 두 대륙으로 구분했다. 하지만 16세기에서 18세기 사이에 제작된 지도를 보면, 돈강이 꺾이는 칼라치나도누 이후를 서로 다르게 나누었다. 필리프 요한 폰 스트라렌베르크는 1725년, 처음으로 돈 강을 따라 남쪽의 쿠마마니치 저지를 따라 경계를 삼았다. (오른쪽 지도의 A) 1745년 출판된 러시아 제국의 지도에서는 돈강을 따라 칼라치나도우를 지나 세라피모비치까지 간 후에 북쪽을 아르한겔스크까지를 경계로 삼았다. (오른쪽 지도의 B와 D). 18세기와 19세기 존 캐리와 같은 다른 지도 제작자는 칼라치나도우에서 볼가강을 따라 사마라 굽이까지를 대륙의 경계로 삼기도 했다. (오른쪽 지도의 C)
18세기부터 사마라 굽이 이북의 경계로 우랄산맥을 경계로 삼았으나, 돈강에서 사마라까지의 경계는 지도 제작자에 따라 서로 달랐다. 19세기 중반에는 대륙의 경계로 크게 세 가지 관례가 사용되었는데, 첫째는 돈강, 볼가-돈 운하, 볼가강을 따라, 둘째는 쿠마마니치 저지를 따라, 셋째는 돈 강 대신에 볼쇼이캅카스산맥의 분수계를 지나 카스피해에 이르는 것이었다.
소비에트 연방의 지도 제작자는 대개 캅카스 산맥의 산마루를 따라 경계를 나눴고, 20세기에 와서는 표준적인 관례가 되었다. 그러나 일부 지도는 쿠마마니치 저지를 경계로 삼기도 한다.

### 현대

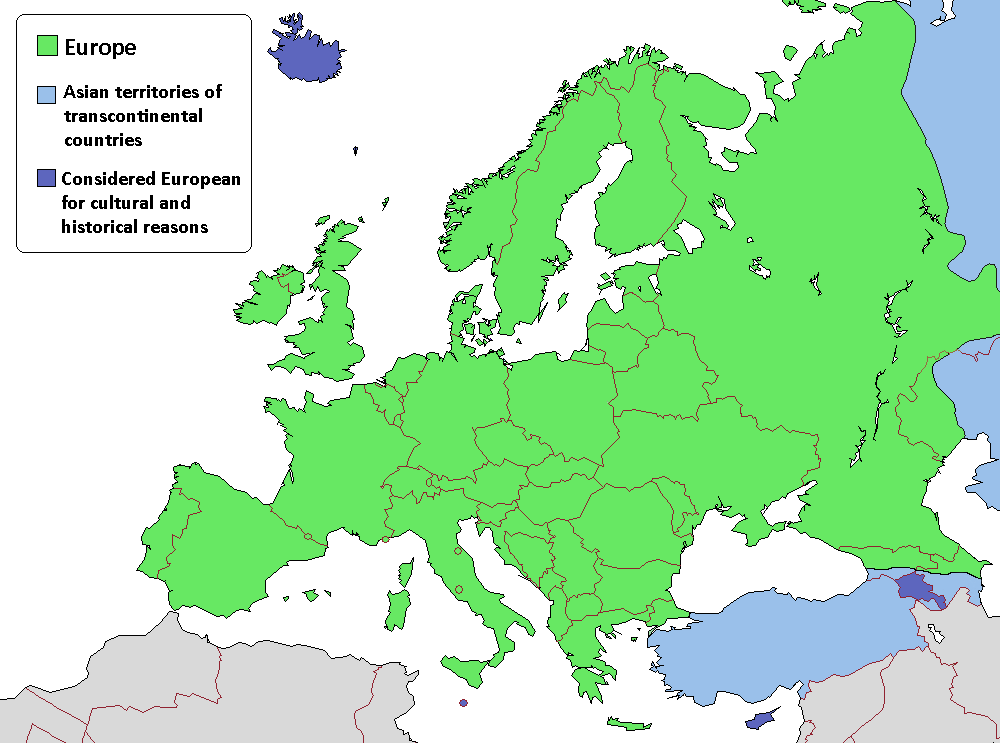
두 대륙에 걸친 나라, 유럽 쪽
두 대륙에 걸친 나라, 아시아 쪽

현재는 대개 유럽과 아시아의 경계로 에게해, 다르다넬스 해협, 마르마라해, 보스포루스 해협, 흑해, 볼쇼이캅카스산맥의 분수계, 카스피해의 북부, 우랄산맥을 잇는 선으로 삼으며 여러 지도가 이를 따르고 있다.
이 정의에 따르면 조지아와 아제르바이잔은 대부분의 영토가 아시아에 속하지만, 북쪽 변방이 볼쇼이캅카스 산맥 북쪽의 유럽에 속하게 된다. 터키의 도시 이스탄불은 보스포루스 해협을 끼고 두 대륙에 걸친다. 정의에 따라 러시아와 터키는 유럽과 아시아의 두 대륙에 모두 걸친 나라가 된다. 러시아는 역사적으로 유럽의 나라로 제국 시대에 아시아를 정복했으며 터키는 반대로 아시아의 나라로 유럽을 정복했다. 카자흐스탄 역시 두 대륙에 걸친 나라로, 서카자흐스탄주와 아티라우주는 우랄강을 끼고 있다.
유럽과 아시아의 경계는 그밖에도 여러가지가 있다.
- 국제 연합 통계국은 두 대륙에 걸친 나라를 인구의 다수를 따라 다음처럼 나눈다.
  - 동유럽: 러시아
  - 중앙아시아: 카자흐스탄
  - 서아시아: 아제르바이잔, 조지아, 키프로스, 터키
- 유럽 평의회 회원국
  - 회원국: 러시아, 아르메니아, 아제르바이잔, 조지아, 키프로스, 터키
  - 카자흐스탄은 회원국은 아니나, 가입 자격은 주어져 있다.

### 섬
지리학적으로는 대륙은 섬과 반대되는 용어로 정의되지만, 정치적으로 브리튼 제도나 북해, 발트해, 본토가 유럽 국가인 지중해의 섬 및 섬나라인 아이슬란드, 몰타는 대개 유럽의 일부로 분류한다.
러시아의 바이가치섬과 노바야제믈랴 제도는 우랄산맥이 북쪽으로 계속 뻗어 북극해로 이어진 섬이다. 노바야제믈랴 제도를 19세기 지도에서는 유럽 또는 아시아 쪽으로 다양하게 묶였으나, 현재는 대개 유럽으로 분류하고, 카라해의 해안을 따라 대륙의 경계로 삼는다. 북쪽의 제믈랴프란차이오시파 제도 역시 유럽으로 분류한다.
유럽의 서쪽 끝은 대서양이지만, 유럽과 북아메리카 사이의 섬인 아이슬란드와 아소르스 제도 및 북극해의 스발바르 제도는 유럽으로 분류한다. 그린란드는 지리적으로는 북아메리카로 분류하지만, 정치적으로는 덴마크 왕국의 일부로 유럽과 관계를 맺고 있다.
키프로스는 소아시아와 가까운 지중해의 섬나라로 아시아나 중동의 일부로 분류하지만, 1961년 유럽 평의회에 가입했으며, 2004년에는 유럽 연합의 회원국이 되었다.
북부 에게해 제도와 도데카니사 제도는 터키의 아시아 영토(아시아 대륙의 대륙붕)에 위치하나, 정치적으로는 유럽 국가인 그리스의 일부이다.

## 아프리카와 아시아의 경계

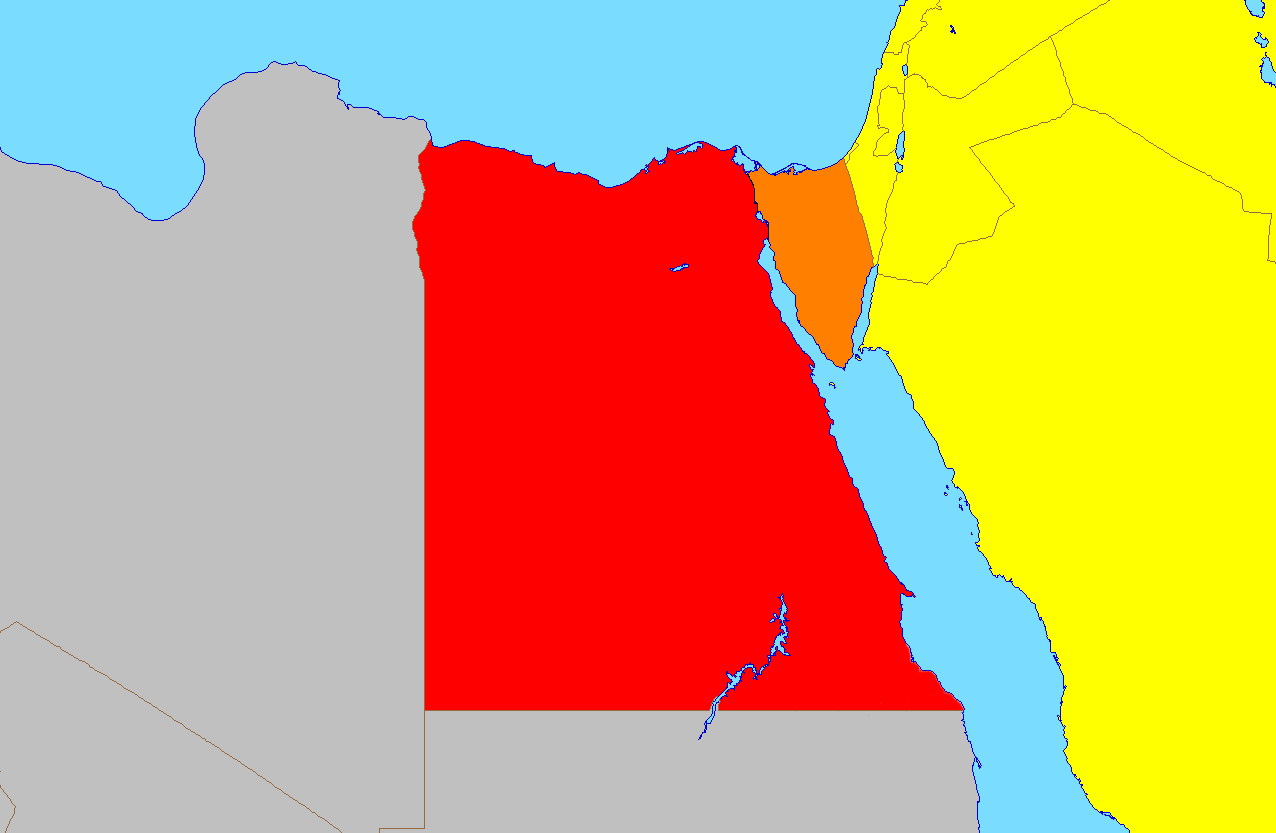
이집트의 아프리카 부분
이집트의 아시아 부분(시나이반도)
나머지 아시아
나머지 아프리카

아프리카의 지리적 경계는 지중해와 홍해, 아덴만이다. 아시아와는 대개 지중해와 수에즈만을 가르는 좁은 수에즈 지협을 경계로 삼는다. 현재 지협을 따라 수에즈 운하가 건서되어 있다. 따라서 시나이반도는 아시아에 속하며, 이집트는 두 대륙에 걸친 나라가 된다.
이집트 인구의 2% 미만이 시나이반도에 거주하므로, 이집트가 엄밀하게는 두 대륙에 걸쳐진 나라이지만 아프리카의 나라로 취급한다. 하지만 지정학적으로 중동 및 북아프리카(MENA)를 이야기할 때, 이집트는 다른 아시아의 나라와 함께 중동의 일부로 다루고, 이웃의 리비아는 다른 북아프리카의 나라와 함께 마그레브로 다룬다. 역사적으로도 그리스-로마 시대의 지도 제작자들은 이집트를 아시아로 다루고, 할파야 고개(Catabathmus Magnus) 너머의 마르마리카부터를 아프리카로 다뤘다.
인도양의 섬나라인 세이셸, 모리셔스, 코모로는 아프리카와 연관되어 있다. 소코트라섬은 대륙붕으로 이어진 아프리카의 섬으로 다루기는 하나, 아시아 나라인 예멘 영토이다.

## 남아메리카와 북아메리카의 경계
육지 경계는 파나마 지협인데 대부분의 지도는 다리엔 갭의 다리엔산맥(en:Serranía del Darién)을 기준으로 파나마-콜롬비아 국경을 기준으로 한다. 소수설은 최단거리 지협인 파나마 운하를 기준으로 그린 지도도 있다.
베네수엘라령 아베스섬과 콜롬비아령 산안드레스이프로비덴시아주는 북미에 속하고, 리워드앤틸리스 제도와 트리니다드 토바고는 지리적으로는 남미의 대륙붕에 속한다.

## 같이 보기
- 둘 이상의 대양에 접한 나라